# Aluminiumdotiertes Zinkoxid
Aluminiumdotiertes Zinkoxid (ZnO:Al, engl. aluminum doped zinc oxide, AZO, auch zinc aluminum oxide, ZAO) ist ein transparenter Oxidhalbleiter, der als transparentes, elektrisch leitfähiges Oxid als Ersatz für Indiumzinnoxid in der LCD-, TFT- und Photovoltaik Verwendung findet. In ein Kristallgitter aus Zink- und Sauerstoffatomen sind Aluminiumatome dotiert, wodurch die Leitfähigkeit erhöht wird.